# 米谢福
米谢福，是匈牙利佐洛州所辖的一个村，总面积6.51平方公里，总人口298，人口密度45.8人/平方公里（2010年1月1日）。